# Рупелска кула
Рупелската кула (на гръцки: Πύργος στο Κλειδί) е средновековно отбранително съоръжение, разположено край бившето валовищко село Рупел (Клиди), Северна Гърция.

## Местоположение
Кулата е разположена в Рупелския пролом, на хълм на левия бряг на Струма, югоизточно над църквата на Рупел „Свети Димитър“.

## Описание
Това е правоъгълна средновековна кула с размери приблизително 8 m x 3 m, от която е останало малко. Проучване на Толудис, учител в Рупел преди Втората световна война, публикувано в 1983 година определя руините като византийски крепостен комплекс. В 1994 година Самсарис Петрос споменава съществуването на само една кула с размери 3,50 m x 8,40 m, дебелина 0,80 m и максимална височина 1,20 m. Проучване на останалата част от хълма от Амфитридис в 2023 година не показва следи от допълнително укрепление.